# Ecnomus yamashironis
Ecnomus yamashironis là một loài Trichoptera trong họ Ecnomidae. Chúng phân bố ở miền Cổ bắc.